# Mahjong Kyōretsuden
Mahjong Kyōretsuden (麻雀狂列伝 -西日本編-, Mahjong Kyōretsuden -Nishinihon hen-) est un jeu vidéo de mah-jong développé et édité par SNK en 1990 sur Neo-Geo MVS, en 1991 sur Neo-Geo AES et en 1994 sur Neo-Geo CD (NGM 004),,.